# Robert Asher
Robert Asher (* 1920 in Brent (Middlesex), England; † 16. November 1979 in London-Hackney) war ein britischer Filmregisseur.

## Leben
Robert Asher, geboren 1920 im heutigen Großraum London, begann seine Filmkarriere 1943 mit Anfang zwanzig als Regieassistent bei Lance Comforts Komödie When We Are Married. Diesen Job füllte er in über 40 Kinoproduktionen unter vielen namhaften Regisseuren wie Anthony Asquith, Ronald Neame, Ken Annakin oder Roy Ward Baker bis 1959 aus, dann wechselte er selbst zum Regiestuhl über. Sein erster eigener Film war die Komödie Follow a Star mit Norman Wisdom in der Hauptrolle, mit dem er in den darauffolgenden Jahren unter anderem auch noch Die Rakete zur flotten Puppe (1960), Bettgelächter (1963), Die große Flasche (1965), und Ein blindes Huhn (1966) gemeinsam drehen sollte.
Im Jahr 1967 wechselte Robert Asher dann als Regisseur vom Kino zum Fernsehen über. Dort inszenierte er unter anderem verschiedene Episoden für populäre englische Serien wie Nummer 6, Mit Schirm, Charme und Melone oder Simon Templar. 1973 drehte er seine letzte Folge für die Serie The Pathfinders.
Robert Asher inszenierte in seiner Karriere insgesamt neun Kinofilme und führte selbst mehrere Male beim Fernsehen Regie. Er starb im November 1979 im Alter von 59 Jahren.
Der Kameramann Jack Asher war sein älterer Bruder.

## Filmografie (Auswahl)

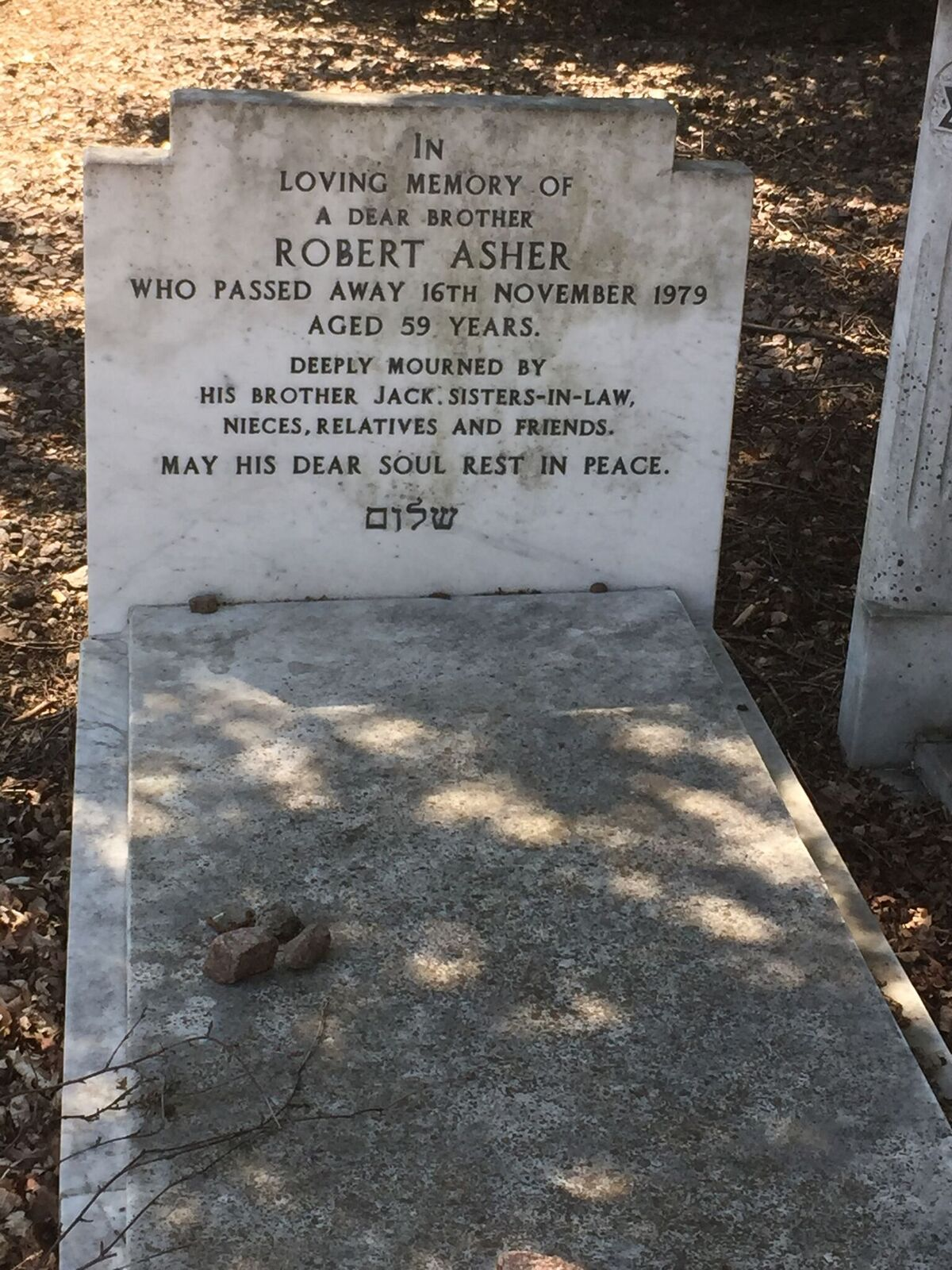
Das Grab des Filmregisseurs Robert Asher auf dem New Southgate Cemetery im Norden von London

### Kino
- 1959: Follow a Star
- 1960: Ein Nerz an der Angel (Make Mine Mink)
- 1960: Die Rakete zur flotten Puppe (The Bulldog Breed)
- 1962: She’ll Have to Go
- 1962: Früh übt sich ... (On the Beat)
- 1963: Bettgelächter (A Stitch in Time)
- 1965: Heiße Ware – Kalte Füsse (The Intelligence Men)
- 1965: Die große Flasche (The Early Bird)
- 1966: Ein blindes Huhn (Press for Time)

### Fernsehen
- 1967: Der Baron (Fernsehserie, 4 Episoden)
- 1967: Nummer 6 (Fernsehserie, 1 Episode)
- 1967–1968: Mit Schirm, Charme und Melone (Fernsehserie, 4 Episoden)
- 1967–1968: Simon Templar (Fernsehserie, 2 Episoden)
- 1969: The Champions (Fernsehserie, 4 Episoden)
- 1972–1973: The Pathfinders (Fernsehserie, 2 Episoden)